# Battaglia di Marawi
La Battaglia di Marawi (Filipino: Labanan sa Marawi), o anche Assedio di Marawi (Filipino: Pagkubkob sa Marawi) o Crisi di Marawi (Filipino: Krisis sa Marawi), è stato un conflitto durato 5 mesi nella città di Marawi, iniziato il 23 maggio 2017, tra le forze di sicurezza del governo delle Filippine e gruppi paramilitari secessionisti di Abu Sayyaf e Maute.

## Contesto storico
La Battaglia di Marawi fu conseguenza della lunga lotta delle Filippine contro gruppi jihadisti, intensificatasi dopo gli attentati dell'11 settembre negli Stati Uniti. In tale contesto, il governo filippino affrontò gruppi come Abu Sayyaf (ASG), inizialmente affiliato ad Al Qaida e successivamente allo Stato Islamico. Il gruppo Abu Sayyaf, già noto per attentati e rapimenti, giurò fedeltà allo Stato Islamico nell’estate del 2014. Uno dei suoi comandanti, Isnilon Hapilon, fu inserito nella lista dei terroristi più ricercati del mondo dal Dipartimento di Stato degli Stati Uniti, con una taglia fino a 5 milioni di dollari per la sua cattura.
In seguito agli scontri di Butig del febbraio 2016 con il gruppo Maute, l’allora presidente Benigno Aquino III escluse la possibilità di una presenza dello Stato Islamico nel Paese. Dichiarò che i responsabili dell’attacco erano soltanto mercenari desiderosi di ottenere riconoscimento da parte del gruppo terroristico con base in Medio Oriente. Dopo il rapimento e la decapitazione dell’uomo d’affari canadese John Ridsdel nell’aprile 2016, Aquino rivelò di aver ricevuto minacce di morte dal gruppo, che progettava anche il rapimento di sua sorella Kris Aquino e del pugile Manny Pacquiao. Hapilon fu inoltre ritenuto responsabile di tentativi di radicalizzazione e reclutamento nelle carceri, oltre che di piani per attentati a Manila, come parte di un’operazione volta a ottenere legittimazione da parte dell’ISIS.
Nel novembre 2016, il presidente Rodrigo Duterte confermò i legami tra il gruppo Maute e lo Stato Islamico. Tuttavia, le forze armate filippine continuarono a negare un collegamento formale l'organizzazione terroristica ed i militanti locali.
Durante i violenti scontri a Butig del 30 novembre 2016, Duterte, in un discorso a Lanao del Sur, lanciò un avvertimento al gruppo Maute, esprimendo la volontà di evitare conflitti interni, ma dichiarando anche che non avrebbe esitato a reagire se provocato. Il 2 dicembre 2016, mentre l’esercito riprendeva il controllo di Butig, i miliziani Maute in ritirata lasciarono un messaggio in cui minacciavano di decapitare Duterte e i suoi soldati.
Il 12 dicembre 2016, durante un discorso al Wallace Business Forum, Duterte sfidò pubblicamente il gruppo Maute ad attaccare Marawi, affermando: “Scenderanno dalle montagne per bruciare Marawi? Avanti, fate pure. Vi aspetteremo lì”.
Infine, tra aprile e maggio 2017, il gruppo Abu Sayyaf entrò in conflitto con le forze filippine nella provincia di Bohol, scontro che causò la morte di tre soldati, un poliziotto e dieci militanti.

## Battaglia

### Maggio
Il 23 maggio 2017 scoppiarono i combattimenti a Marawi tra forze governative e militanti affiliati all'ISIS, quando il gruppo Maute cercò di impedire la cattura di Isnilon Hapilon. I militanti occuparono strutture pubbliche tra cui l’ospedale Amai Pakpak, il municipio e alcune centrali elettriche, incendiando edifici e prendendo in ostaggio civili, compreso il sacerdote Chito Suganob e diversi parrocchiani della Cattedrale di Nostra Signora. La città fu posta sotto assedio e migliaia di civili fuggirono verso Iligan e Cagayan de Oro, mentre i militanti issavano gli stendardi neri e uccidevano brutalmente alcuni prigionieri.

Il "Corridoio della Pace" istituito dalle forze del governo filippino e dal MILF

Almeno undici civili furono uccisi nelle prime ore dei combattimenti, tra cui due autisti di ambulanze fermati dai militanti mentre rispondevano a un’emergenza. Nove civili furono sequestrati e giustiziati con le mani legate, e un agente di polizia fu decapitato.
Nei giorni successivi, l’esercito riconquistò punti strategici, liberando ostaggi e conducendo attacchi aerei contro le postazioni nemiche, causando numerose vittime anche tra combattenti stranieri provenienti da Malesia, Indonesia e Arabia Saudita. Diversi civili furono uccisi dai militanti per non aver saputo recitare versi del Corano. Le forze armate affrontarono anche il rischio di fuoco amico, con un bombardamento aereo che causò la morte di 11 soldati. Durante le operazioni, le truppe incontrarono bambini soldato di appena 10 anni armati di fucili M-16 utilizzati dal gruppo Maute.
Il governo ricevette sostegno da gruppi locali come il MILF e il MNLF, che si unirono all’azione contro i militanti. Il 29 maggio fu istituito un “corridoio di pace” per favorire gli aiuti umanitari ai civili sfollati, e il 31 maggio l’AFP riferì di aver ripreso il 90% della città. Otto militanti si arresero fornendo importanti informazioni alle forze armate filippine, segnando un punto di svolta nel conflitto.

### Giugno

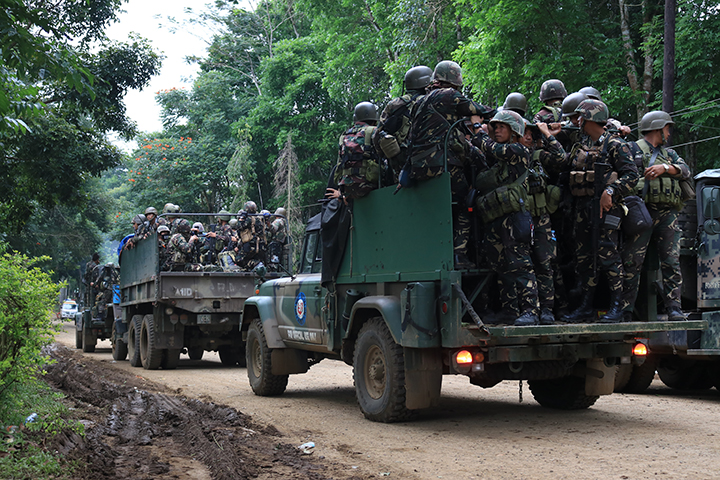
Un convoglio di soldati filippini in transito durante la battaglia di Marawi

Nel mese di giugno, la battaglia di Marawi entrò in una fase critica con un'intensificazione delle operazioni militari e numerose azioni chiave da parte delle forze filippine. Le autorità confermarono la presenza di volontari stranieri tra i ranghi jihadisti, stimando la partecipazione di circa 500 militanti. Secondo quanto riferito, tali forze erano composte da 260 membri del gruppo Maute, 100 combattenti di Abu Sayyaf sotto il comando di Isnilon Hapilon, e altri appartenenti a varie organizzazioni locali.
Furono attuati tentativi di cessate il fuoco, in particolare il 4 e il 25 giugno, per consentire l'evacuazione dei civili, ma tali tregue furono parzialmente rispettate e spesso interrotte dai combattimenti. Nel frattempo, il governo arrestò importanti membri della famiglia Maute, mentre l'esercito lanciava operazioni di bonifica e consolidamento, affermando di aver conquistato il 90% del territorio urbano entro metà mese.
L'11 giugno, il biliancio delle operazioni registrò l'uccisione di 191 militanti del gruppo Maute.
La partecipazione internazionale si intensificò: l’Australia inviò aerei da ricognizione, mentre gli Stati Uniti fornirono supporto di intelligence e forze speciali. Il numero di vittime tra i militanti aumentò notevolmente, e le forze armate cercarono di riportare la normalità attraverso operazioni coordinate con le autorità civili.

### Luglio
Il 3 luglio, il Segretario alla Difesa Delfin Lorenzana rese noto che il comandante del gruppo Abu Sayyaf, Isnilon Hapilon, era ritenuto nascosto all'interno di una moschea della città.

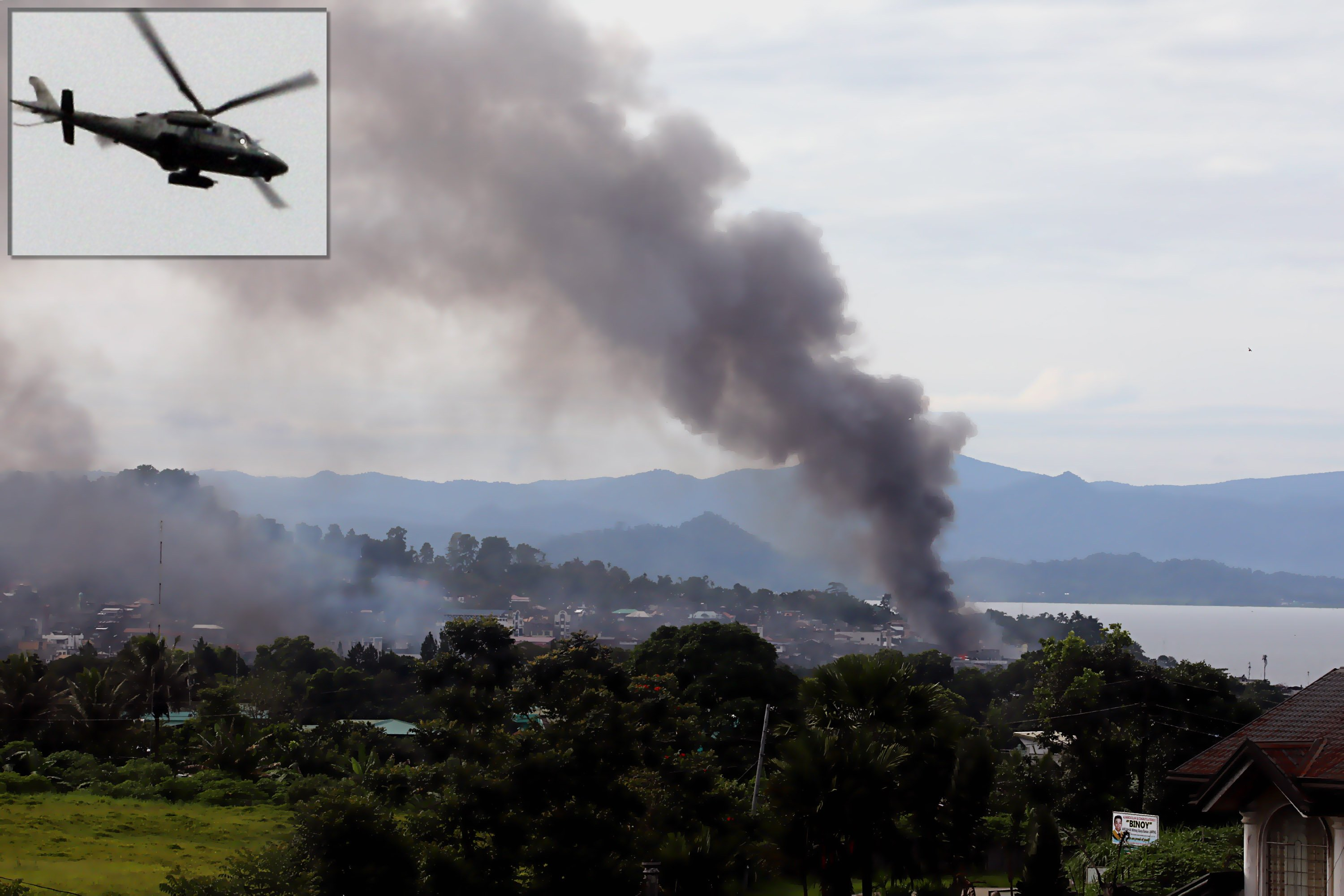
Un elicottero dell'aeronautica militare filippina che conduce attacchi aerei, 4 luglio 2017

Il 4 luglio, le autorità governative confermarono che i militanti avevano sottratto circa 500 milioni di pesos da Marawi e che le truppe governative avevano ripreso il controllo del collegio di Dansalan, precedentemente usato come punto strategico dai cecchini, recuperando un totale di 410 armi da fuoco. Il 12 luglio, un attacco aereo condotto da un FA-50PH provocò un incidente di fuoco amico, con la morte di due soldati e il ferimento di altri undici, dovuto a un errore di puntamento di 250 metri. L'intera flotta di FA-50 fu messa a terra temporaneamente per consentire accertamenti.
Il 13 luglio, il bilancio delle operazioni registrava 394 militanti uccisi, 498 armi recuperate, e 1.723 civili tratti in salvo. Le perdite tra le forze governative erano salite a 93 soldati, mentre i civili uccisi dai militanti risultavano 45. Circa 300 persone rimanevano ancora prigioniere o intrappolate nei combattimenti.
Il 20 luglio, le forze governative riuscirono a riconquistare il ponte strategico di Mapandi. Due giorni dopo, il Congresso approvò ufficialmente l’estensione della legge marziale fino al 31 dicembre 2017.
Infine, secondo dichiarazioni rese pubbliche in novembre, il 27 luglio si sarebbe verificato un tentativo di mediazione tra i militanti e il governo: i combattenti del gruppo Maute chiesero l’intervento degli esponenti musulmani per poter abbandonare la città in cambio della liberazione degli ostaggi, proposta che fu discussa con il MILF ma alla quale il governo non diede seguito.

### Agosto
Nel mese di agosto, secondo quanto riportato dall'Unità operativa Marawi, l’area principale dei combattimenti era stata ridotta a un settore di 800 x 600 metri, in cui circa 400 edifici risultavano ancora da liberare dalla presenza di militanti del gruppo Maute. Entro il 19 agosto, i combattenti erano confinati nei pressi della Moschea di Marawi, dove si riteneva che circa 40 civili fossero ancora tenuti in ostaggio.
Il 22 agosto, le forze governative riuscirono a riconquistare la stazione di polizia della città, uno dei primi edifici strategici presi dai militanti nelle fasi iniziali del conflitto.
Fra il 25 ed il 29, il Cattedrale Cattolica di Santa Maria, anch’essa tra i primi obiettivi dei miliziani, venne riconquistata dalle truppe governative. Secondo il capo di stato maggiore delle forze armate, il generale Eduardo Año, i capi dei militanti risultavano accerchiati in una zona ristretta di circa 500 metri quadrati. Nello stesso periodo, dieci miliziani furono uccisi mentre cercavano di raggiungere la città via Lago Lanao per portare rinforzi.

### Settembre

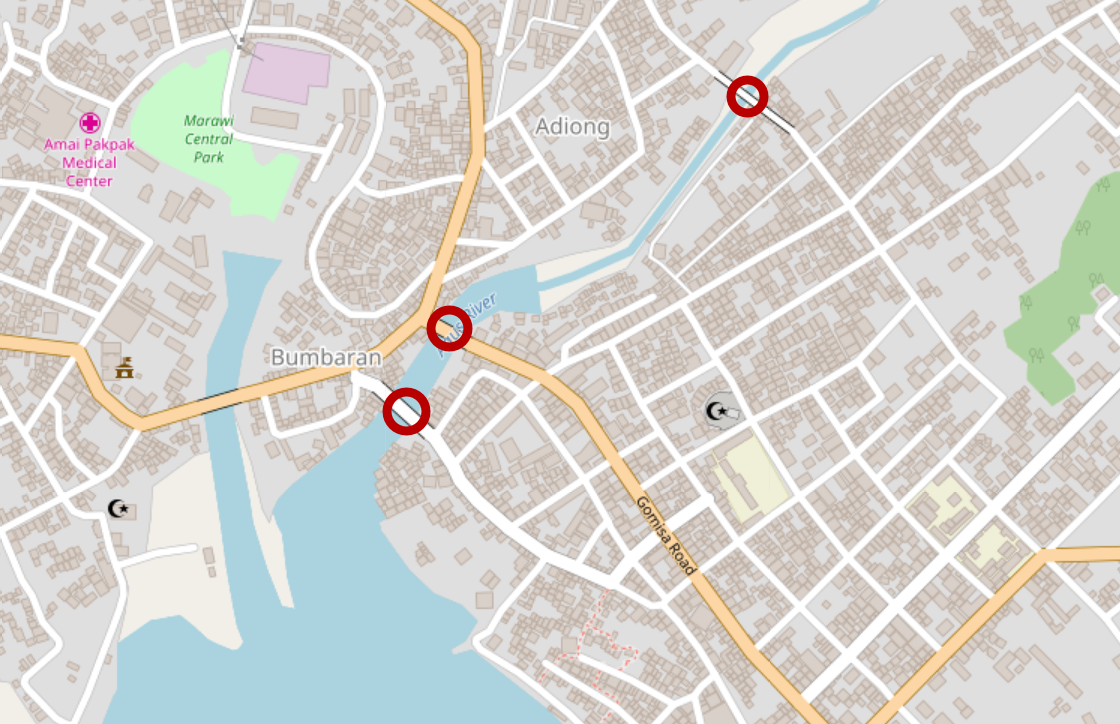
I seguenti ponti sul fiume Agusan a Marawi catturati dalle forze governative erano considerati strategici: Ponte Mapandi (20 luglio), Ponte Bayabao (1 settembre) e Ponte Raya Madaya (24 settembre)

Il controllo del ponte di Bayabao fu ripreso dalle forze militari dopo scontri che causarono la morte di tre soldati e cinque militanti. Questo ponte, che collegava l’area del conflitto al centro città, rappresentava il secondo ponte riconquistato dalle forze governative.
Il 16 settembre, verso le 17:00, le forze governative riconquistarono la Moschea di Bato e l’edificio della fondazione Amaitul Islamiya Marawi, utilizzato dai militanti come centro di comando, al termine di un conflitto armato durato circa cinque ore. Nello stesso orario, il sacerdote Chito Soganub venne liberato dalle forze governative, abbandonato dai suoi rapitori vicino alla moschea, e trasferito a Davao per incontrare il Presidente Duterte.
Il 24 settembre, le forze governative presero il controllo del ponte Masiu, noto anche come ponte Raya Madaya, un passaggio strategico occupato dai militanti che conduceva al lago Lanao. La riconquista di questo ponte privò i militanti di una via di fuga fondamentale.
Il 25 settembre, il Sultano di Marawi, Hamidullah Atar, rispondendo all’offerta di dialogo del Presidente Duterte, si propose come mediatore tra il gruppo Maute e le forze governative, al fine di salvaguardare i civili ancora intrappolati in città e favorire il rilascio degli ostaggi. Atar, esperto nella mediazione dei conflitti e anch’egli originario dei Maranao, dichiarò di essere riuscito a comunicare con alcuni membri del gruppo Maute durante i quattro giorni in cui rimase bloccato a Marawi.

### Ottobre
Isnilon Hapilon e Omar Maute, comandanti principali dei militanti a Marawi, furono uccisi il 16 ottobre 2017 durante un’operazione di salvataggio ostaggi, portando il Presidente Duterte a dichiarare la liberazione della città il giorno seguente. Nonostante ciò, i combattimenti continuarono per alcuni giorni, con scontri residui, ulteriori ostaggi liberati e la morte di numerosi militanti, tra cui figure di spicco come Mahmud Ahmad e probabilmente Amin Bacu. Il 23 ottobre, le Forze Armate Filippine dichiararono ufficialmente conclusa la battaglia di Marawi, avendo riconquistato l’ultimo edificio occupato dai terroristi.

## Perdite

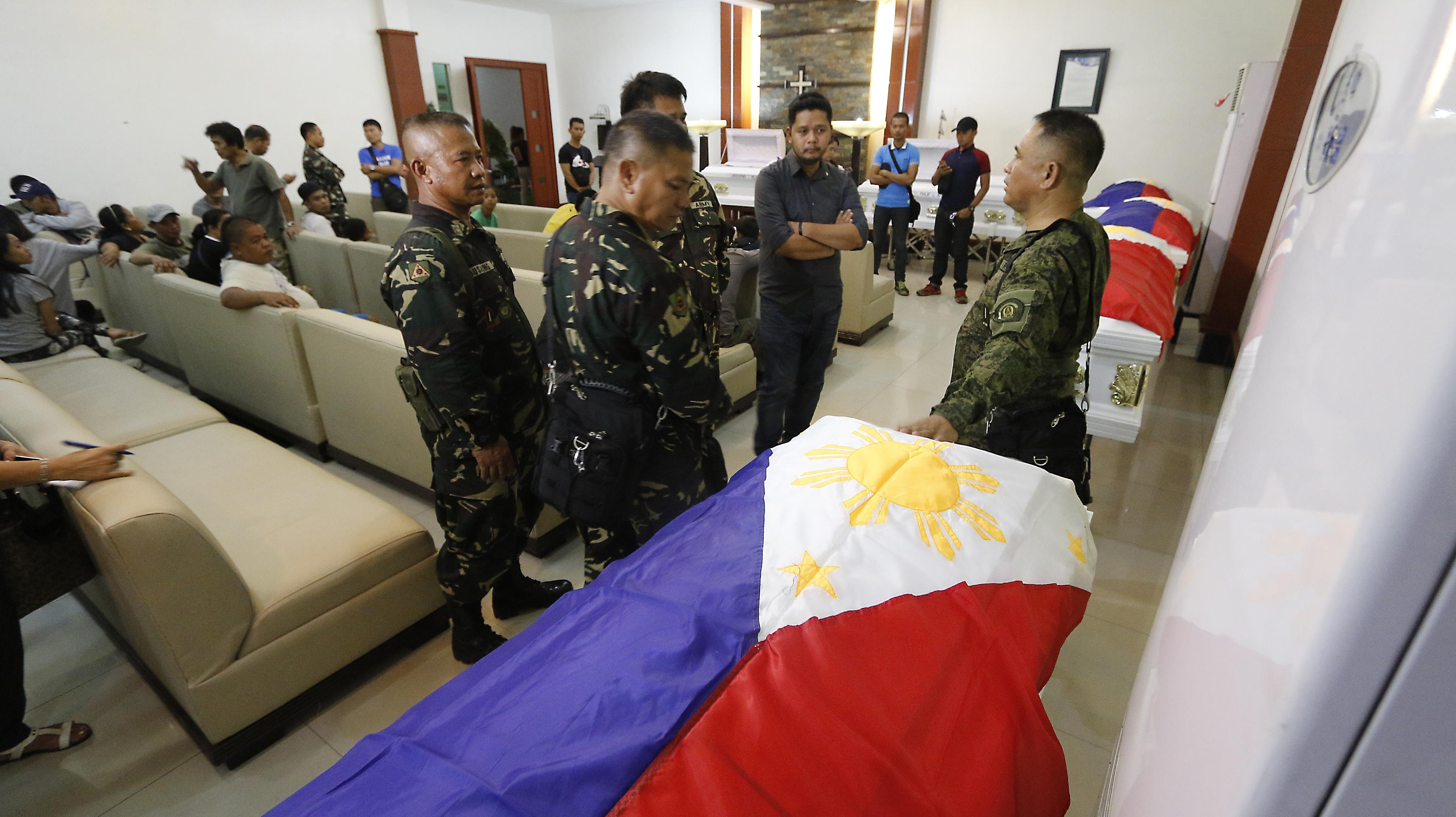
Veglia funebre dei soldati morti a causa del fuoco amico

Le perdite riportate furono le seguenti:
- 978 militanti uccisi[41][42] (di cui 13 stranieri)[43]
- 12 militanti catturati (di cui 1 straniero)[44]
- 168 membri delle forze governative uccisi (di cui 12 per fuoco amico)[45]
- 87 civili morti (di cui 40 a causa di malattie)
- 10 veicoli corazzati persi (stima)

Il capo della polizia di Malabang, Romeo Enriquez, la cui decapitazione fu citata dal presidente Duterte come una delle ragioni alla base della dichiarazione della legge marziale in un discorso del 24 maggio 2017, fu in seguito trovato vivo. L’agente effettivamente ucciso fu identificato dalla polizia regionale (ARMM PNP) come l'ispettore superiore Freddie Solar, ex capo della polizia di Malabang e membro dell’Unità per il contrasto al narcotraffico della polizia provinciale di Lanao del Sur.
La vittima di più alto grado tra le forze armate filippine fu il capitano Rommel Sandoval, comandante di una compagnia dei 1° Reggimento Musangs. A Sandoval fu conferita postuma la Medaglia al Valore.
Oltre alle perdite umane, gran parte della città di Marawi fu rasa al suolo, in quello che fu descritto come il più intenso combattimento urbano nelle Filippine dalla Seconda Guerra Mondiale.

## Conseguenze

### Combattimenti successivi

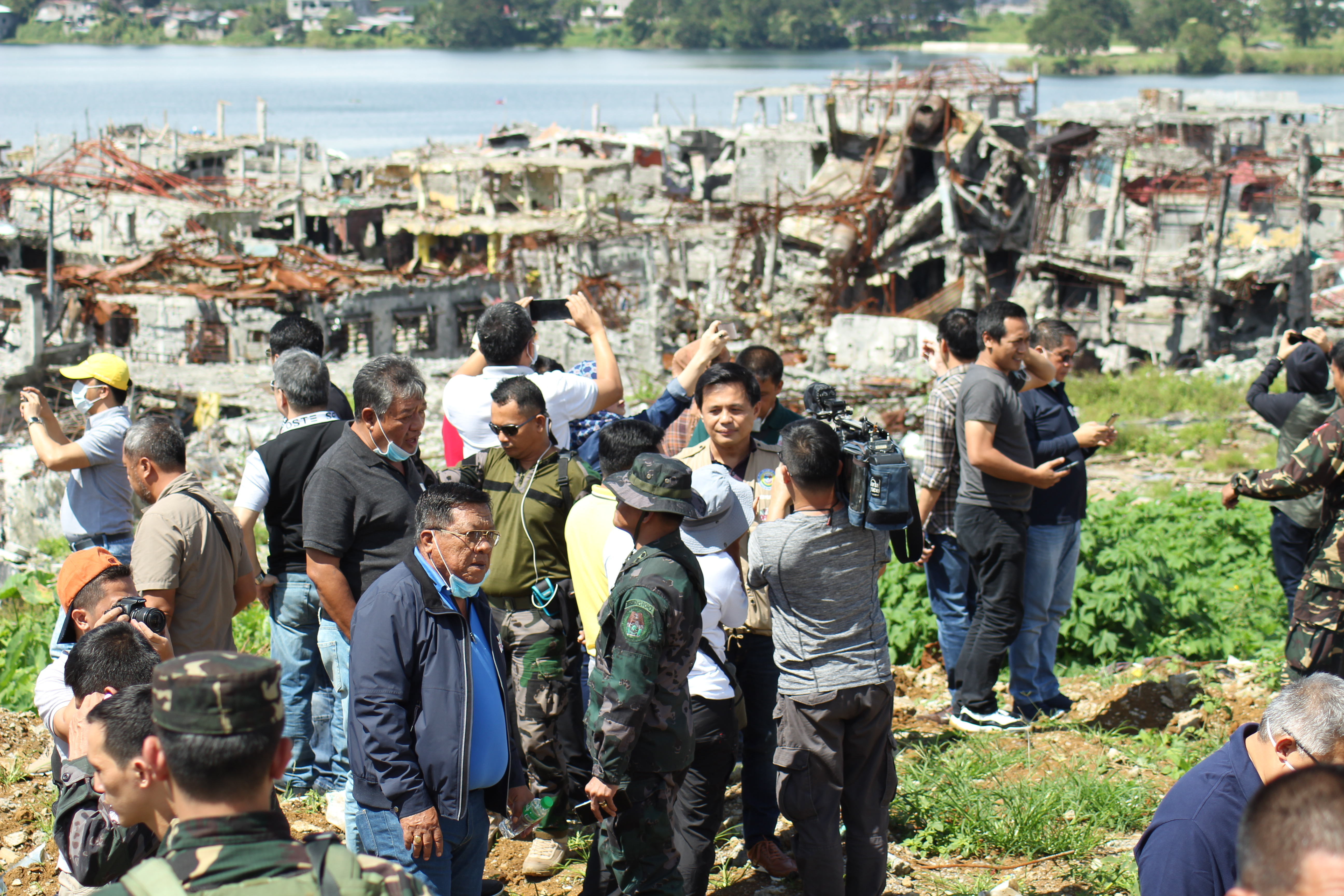
Funzionari del governo di Lanao del Sur visitano per la prima volta dopo la fine del conflitto i quartieri centro dei combattimenti più accaniti.

Dopo la fine ufficiale della battaglia di Marawi, continuarono scontri sporadici e operazioni militari residue. L’esercito uccise militanti superstiti, tra cui Abu Talha e Ibrahim Maute (cugino dei capo del gruppo Maute), e catturò il militante indonesiano Muhammad Ilham Syaputra, implicato negli attentati di Giacarta del 2016.
Nel novembre 2017, si verificarono ulteriori combattimenti, culminati nella morte di altri 11 miliziani. Tra questi, si sospettò la presenza di Amin Baco (secondo il capo della polizia Ronald dela Rosa nuovo emiro affiliato all'ISIS) e Abdullah Hapilon. Nel dicembre 2017, le autorità militari confermarono l’uccisione di tutti i fratelli Maute, mentre proseguivano le ricerche di Abu Dar, che secondo i rapporti aveva ricominciato a reclutare nuovi miltanti nel gennaio 2018.
Le minacce terroristiche pro-ISIS non cessarono nel periodo post-bellico: fra il 2018 ed il 2020, anche durante la pandemia di COVID-19, le cellule islamiste continuarono a operare nel sud delle Filippine.

### Danni infrastrutturali
La battaglia lasciò la città in rovina, con il 95 percento delle strutture situate all’interno dei 4 chilometri quadrati dell’area principale dei combattimenti gravemente danneggiate o completamente crollate. 3.152 edifici furono completamente distrutti e 2.145 edifici subirono danni parziali o gravi a causa dei cinque mesi di pesanti bombardamenti durante il conflitto.

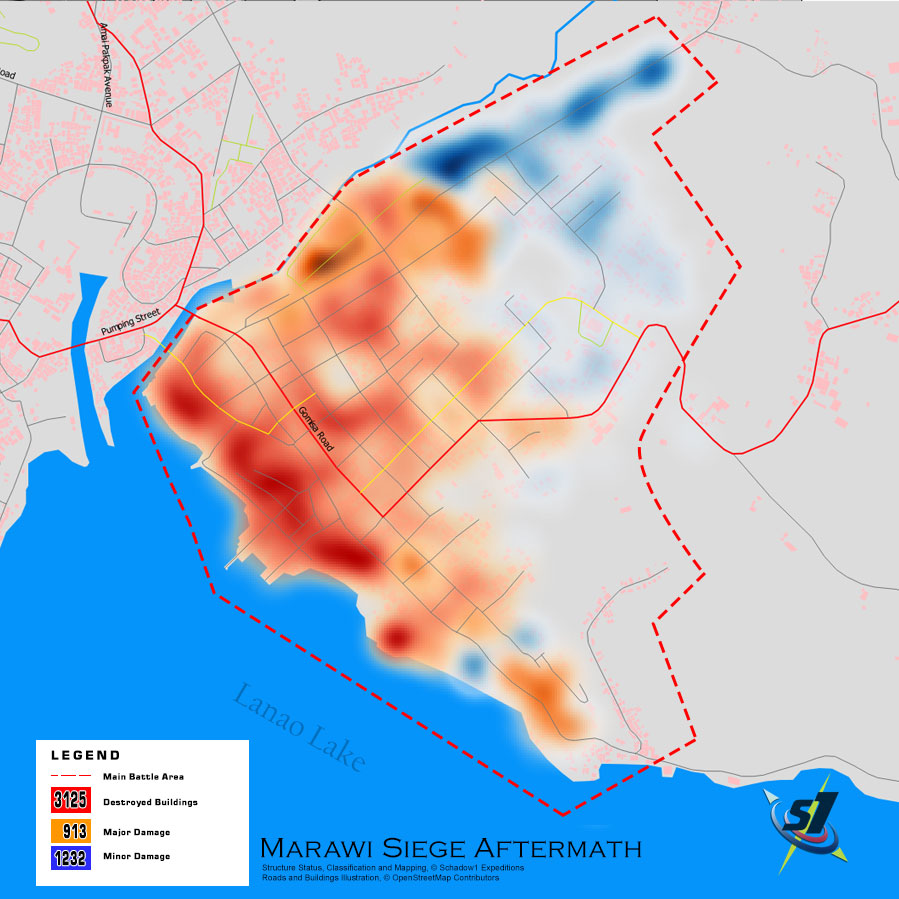
Mappa della distruzione lasciata nell'area dopo cinque mesi di battaglia

La riabilitazione e ricostruzione della città iniziò ufficialmente il 18 ottobre 2017, ma gli sforzi cominciarono già nel giugno 2017, mentre la battaglia era ancora in corso. Secondo le stime dell'Autorità nazionale per l'economia e lo sviluppo e dell'Unità operativa Bangon Marawi, i costi di riabilitazione sono stati stimati tra i ₱53 miliardi e gli ₱80 miliardi. Al 2019, numerosi residenti sfollati si trovavano ancora in siti di ricollocamento alla periferia della città.

### Sfollamento di civili
Secondo le stime del governo, circa 200.000 residenti furono sfollati durante la crisi di Marawi. Nel maggio del 2018, circa il 70% degli sfollati viveva in rifugi temporanei forniti dal governo. Le Nazioni Unite stimarono che 2.500 indigeni Lumad furono costretti ad abbandonare le proprie terre.
Nel aprile 2018, il governo consentì un ritorno limitato alle aree residenziali, a causa della presenza di ordigni inesplosi. Entro maggio 2018, circa il 70% dei residenti era rientrato in città; secondo il Dipartimento per la previdenza sociale e lo sviluppo, al luglio 2018, 64.364 famiglie erano tornate. Tuttavia, a marzo 2019, circa 70 000 persone risultavano ancora sfollate.
Secondo un rapporto di Amnesty International, i combattenti affiliati allo Stato Islamico presero di mira e uccisero brutalmente cristiani o chiunque non fosse in grado di recitare la Shahada (la professione di fede islamica). Le vittime dei militanti pro-ISIL furono o prese in ostaggio o uccise. Amnesty International ha documentato almeno 25 esecuzioni compiute da questi gruppi.

## Reazioni

### Domestiche

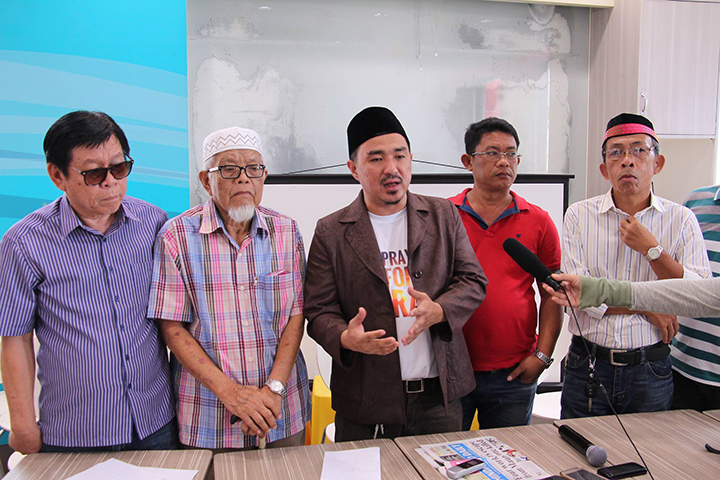
I sultani di Lanao espongono una lettera aperta a Duterte sollecitando la rapida risoluzione della battaglia di Marawi

A seguito della battaglia di Marawi, il presidente Duterte dichiarò la legge marziale a Mindanao il 23 maggio 2017. Diverse iniziative governative e civili furono avviate per gestire l’emergenza: Leni Robredo avviò la raccolta di fondi, mentre il Dipartimento dell’Istruzione promosse il programma "Brigata per Marawi" per insegnanti e studenti sfollati. Fu istituita l'unità operativa Bangon Marawi per la ricostruzione della città.
Il governo ridestinò temporaneamente i fondi previsti per i Giochi del Sud-est asiatico del 2019 alla ricostruzione, salvo poi tornare sui propri passi. Il governo regionale dell’ARMM stanziò 35 milioni di peso delle Filippine per gli sfollati, mentre sindaci di Lanao del Sur condannarono ufficialmente il gruppo Maute come “Nemico del Popolo Maranao”.
Anche diverse istituzioni religiose si mobilitarono. Il presidente della conferenza dei vescovi cattolici delle Filippine, Socrates Villegas, chiese il rispetto degli ostaggi e la legalità, mentre gruppi musulmani come il Centro per l'Islam e la democrazia ed i sultani di Marawi condannarono l’estremismo e invocarono una risoluzione rapida prima della fine del Ramadan. Una fatwā fu emessa contro l’estremismo nel Bangsamoro, sostenuta anche dal Fronte di Liberazione Islamico Moro.

### Internazionali

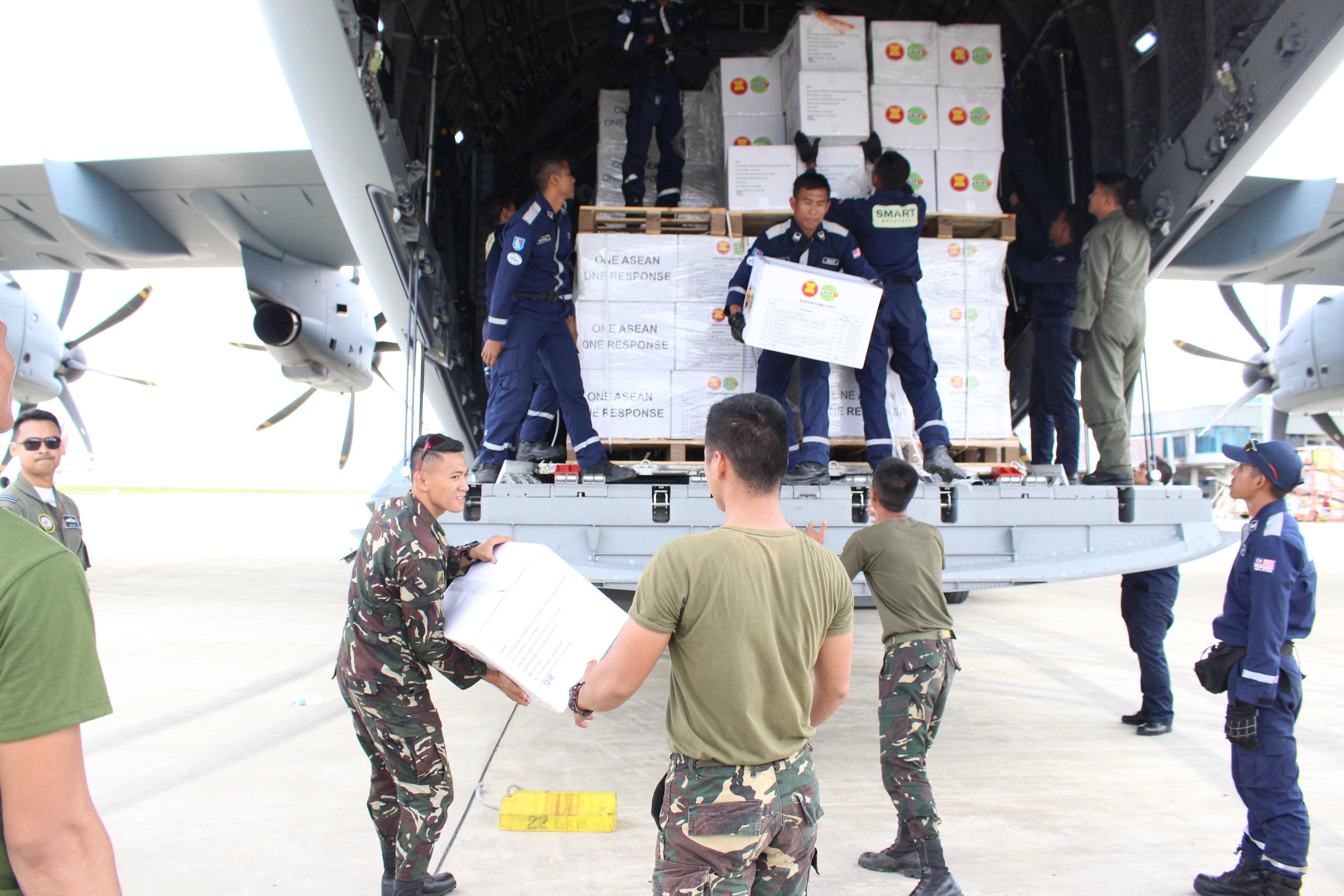
Approvvigionamenti umanitarii forniti dall'Associazione delle nazioni del sud-est asiatico (ASEAN).

Gli Stati Uniti fornirono armamenti per un totale di 5 milioni di dollari, equipaggiamenti e droni APR, oltre a due aerei da sorveglianza Cessna e un sistema radar aerostatico. In totale, contribuirono anche con 15 milioni di dollari in aiuti umanitari per beni di prima necessità e ricostruzione.
L’Australia inviò aerei da pattugliamento AP-3C Orion e successivamente offrì anche forze speciali con compiti di addestramento e consulenza.
La Cina donò 3.000 fucili e 6 milioni di munizioni, mentre la Russia fornì veicoli militari, fucili AKM, elmetti e munizioni, sebbene tali aiuti giunsero a conflitto concluso.
In risposta all’instabilità causata dalla legge marziale nelle Filippine e alla minaccia dei militanti islamici, Malesia, Indonesia e Filippine hanno rafforzato la sicurezza regionale. Il 19 giugno 2017, i tre paesi hanno avviato pattugliamenti marittimi congiunti attorno a Mindanao. L’Indonesia ha anche pianificato la costruzione di nuove basi militari sulle isole di confine per prevenire infiltrazioni jihadiste.
Sul fronte umanitario, la Corea del Sud, l’Unione Europea, la Turchia, Singapore, la Thailandia e la Malesia fornirono beni di prima necessità, supporto medico, alimentare e infrastrutture scolastiche temporanee.
Singapore e la Thailandia offrirono inoltre supporto logistico e tecnico per l’addestramento e per il servizio informazioni, mentre la Malesia inviò più volte aiuti alimentari e sanitari via aereo militare.